# Джеймс Калис
Джеймс Калис (на английски: James Callis) е британски актьор, роден на 4 юни, 1971 г. в Лондон, Великобритания. Той е известен с участията си във филмите „Дневникът на Бриджит Джоунс“ и „Елена от Троя“. От 2004 до 2009 г. Калис изпълнява ролята на д-р Гаяс Балтар в канадския научнофантастичен сериал „Бойна звезда: Галактика“.

## Филмография
- „Бриджит Джоунс: Бебе на хоризонта“ – 2016 г.
- „Земята на Джейн Остин“ – 2013 г.
- „Бойна звезда: Галактика (2004)“ – 2004 – 2009 г.
- „Бойна звезда: Галактика: Острие“ – 2007 г.
- „Бриджит Джоунс: На ръба на здравия разум“ – 2004 г.
- „Бойна звезда: Галактика (минисериал)“ – 2003 г.
- „Елена от Троя“ – 2003 г.
- „Ловци на реликви“ – 2002 г.
- „Дневникът на Бриджит Джоунс“ – 2001 г.
- „Язон и аргонавтите“ – 1999 г.